# تربية الحمام

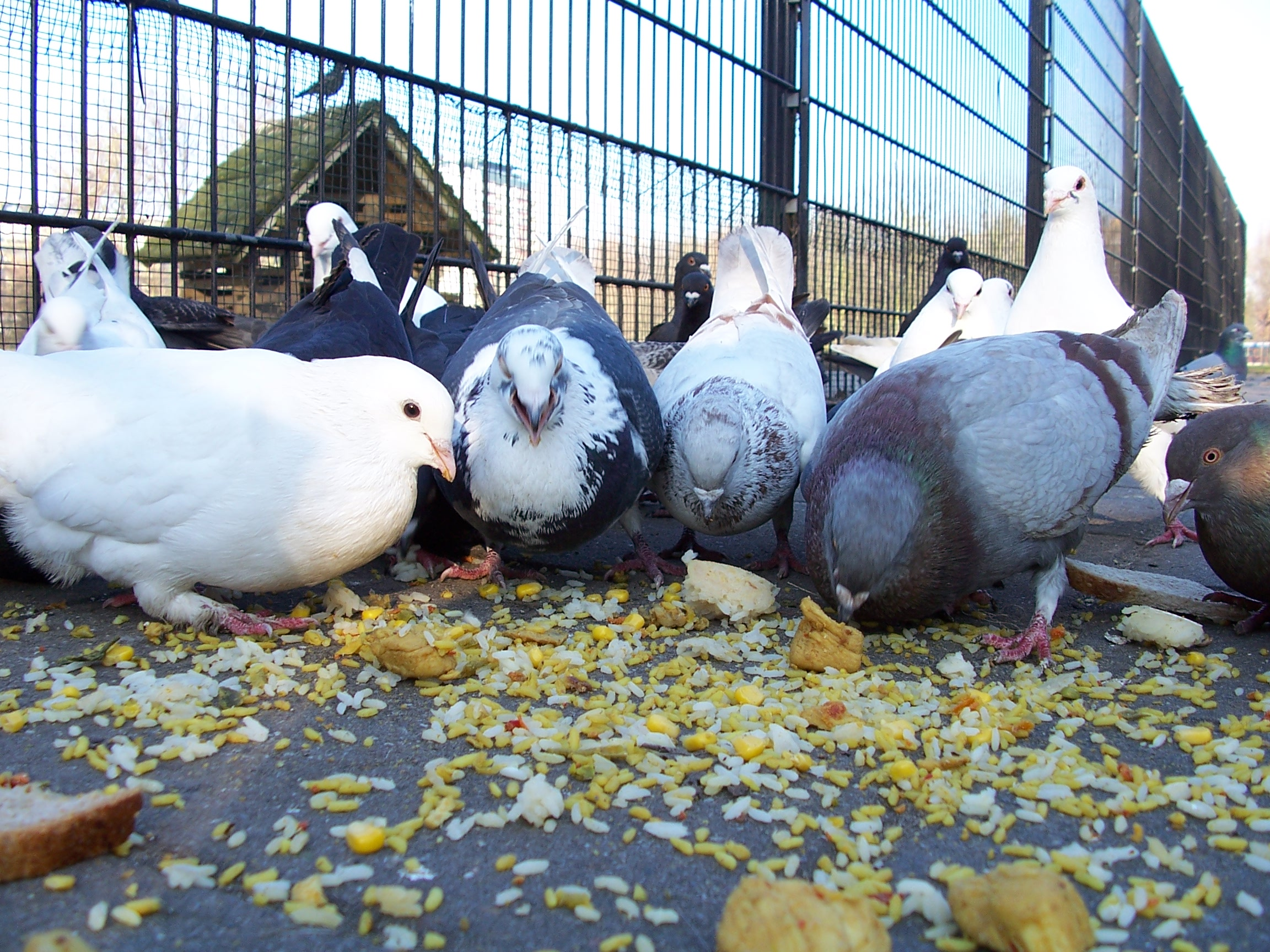
مجموعة من الحمام يتغذوا بالبذور

تربيةالنمي  الحمام، الحمام من الطيور المنتشرة في كل منواللفقؤلبل
ىتتةتال  اللهالريف والحضر على حد سواء، وينتمى الحمام إلى عائلة يقع تحتها حوالى 49 نوعاً، وأشهر الأنواع هو ماينحدر مباشرة من الحمام الأزرق الطوراني وهو أول حمام تم استئناسه منذ آلاف السنين، وقد كان قدماء المصريين يربون الحمام في أبراج من الطين والفخار والتي مازالت مستعملة حتى الآن في القرى، ويتميز الحمام عن غيره من الأنواع الداجنة الأخرى بسهولة تربيته ومقاومته لكثير من الأمراض والظروف الجوية المختلفة، كما أن تكلفة غذاء الحمام منخفضة، ويربى الحمام لما يتميز به لحمه من مذاق خاص وله مستهلكين يفضلونه باستمرار مهما ارتفع ثمنه، كما أنه مصدر أساسى لإنتاج السماد العضوى الذي يستخدم بصورة أساسية في إنتاج وزراعة القرعيات وخاصة البطيخ وأيضا تسميد البساتين والخضر

## تكاثر الحمام

### طرق التزاوج والتربية والتكاثر
عملية التزاوج يمكن تنظيمها من قبل المربي بالانتخاب السليم والحكمة في اختيار الأزواج المناسبة وبطرق أفضل والمربي الناجح يكون أزواج بذكاء وخبرة وليس كيفما اتفق. ويختلف النضج الجنسي اختلافاً فردياً تبعاً للطائر نفسه وفصل السنة الذي فقس فيه، فبعض الأنواع مثلاً تظهر جنسها بعد 3 أشهر والبعض يصل إلى 6-8 أشهر، وعموماً فعلامات البلوغ تظهر بوضوح بعد مرور 3 أشهر للحمام. ومن المفضل ان تتم عمليات التزاوج بعد أن تصبح الطيور في حجم جيد وتامة النضج الجنسي أي بعد مرور سنة من عمرها.
من المعروف ان بعض الحمام يستمر في الحياة والتزاوج إلى عمر 15- 20 سنة والذكور تعيش أطول من الإناث حيث ان الإجهاد يكون اقل على جهاز الذكر، والمربي الناجح يحتفظ فقط بالأزواج التي تنتج 12 فرخ أو أكثر في السنة الواحدة، وتستمر في إنتاجها إلى 5- 7 سنوات كاملة بهذا المعدل من الإنتاج، وأفضل الطرق المتبعة لعمليات التزاوج بهدف إنتاج جيد ان يكون الذكر عمره بين 5-10 سنوات ويتزاوج مع أنثى عمرها سنة واحدة حيث يعطي هذا التزاوج صغار قوية وجيدة.
تختلف طرق تربية وتناسل الحمام باختلاف السلالة والنوعية، ولهذا يختار المربي دائماً أزواج الحمام لغرض محدد مثلاً للزينة أو بهدف إنتاج اللاحم أو للسباقات وتأتي هذه العملية بالخبرة..
عموماً الحمام بعد أن يتجاوز عمره 6 أشهر تقريباً وترك وشانه في المسكن يتزاوج ويتألف بنفسه بسهولة بشكل طبيعي.. ويظل مع أليفه مدى الحياة والطيور المتزوجة فقط يسمح لها بالتواجد في المسكن حيث ان الطيور الفردية تسبب الكثير من الاضطرابات في المسكن والشجار.
المربي الناجح يتبع طريقة أخرى وهي الطريقة الإجبارية حيث من شأنه ان يعطي نتائج جيدة وتجري عن طريق احتجاز الذكر والأنثى المرغوب تزاوجهما في قفص لمدة أسبوعين ويوفر لهما الغذاء وبعد التزاوج يتم إطلاقهما.. مع ملاحظة ان يوضع الأسبوع الأول كلاً من الذكر والأنثى في قفص منفرد عن الأخرى بجانب بعض على ان يفصل القفصين سلك شبكي لكي يستطيع كلاً منهما رؤية الأخرى والتعرف عليه، كما ان ذلك يساهم في تجنب العراك والشجار في بداية الأمر وخاصة إذا كانت الطيور سبق لها التزاوج وتم فصلهما.
وأي زوج عادي – ذكر وأنثى – إذا عزل لفترة معينة ومن ثم تم إعادته يعاود التزاوج السابق في ظروف أيام أو ساعات، ولإيقاف أي تزاوج فان فرد الحمام يجب أن يزال من رؤية الآخر لمدة شهرين على الأقل والا فانه سوف يهجر الزوج الثاني ويعود إلى زوجه الأول.
عندما يبدأ أي شخص بتربية عدد قليل من الطيور ويرغب في وضع الأساس لعدد كبير من الطيور يجب أن يجري اختيار الذكر والأنثى بعناية ويجري اجبارهمها على التزاوج مع بعضهما وذلك يجري بسهولة عن طريق وضع الزوج المختار مع بعضهما البعض في قفص للتزاوج والزمن الذي يلزم للتزاوج يختلف تبعاً للطيور نفسها وأحيانا تتم عملية التزاوج في دقائق وساعات. اما في حالة ان سبق للطائرين التزاوج مسبقاً مع طيور أخرى ويجري إعادة تزاوجهما فان ذلك يأخذ وقتاً يتجاوز أسبوع وربما أطول، وتذكر بأنه لا يمكن تكوين قطيع من الحمام على المستوى المرغوب الا باستعمال نظام التزاوج الإجباري.
اما في حالة التزاوج الطبيعي لعدد كبير من الطيور وتكون الطيور من نفس السلالة والنوعية فانه بالإمكان تركهم وشأنهم في المسكن وسوف تتم عملية التزاوج بشكل طبيعي كل ذكر يختار أنثاه حسب الرغبة، وأثناء التزاوج يراعى تمييزهم عن طريق وضع حزم وحجول على الأرجل.
لإنتاج الحمام الجيد يجب التخطيط الجيد للقيام بعمليات التزاوج بعناية مدروسة، لذا يؤكد العديد من المربين المحترفين بأن الحمام الذي يتم إعداده من أجل التكاثر والإنتاج لا بد أن يكون في أعلى درجات اللياقة الصحية.
من المهم التخطيط لدخول موسم التناسل قبل شهرين على الأقل اعتباراً من بعد شهر نوفمبر أو ديسمبر، إذ يتم عزل الجنسين من اجل التجهيز النفسي والجنسي لهما، وللتأكد من طرح الحمام لريشه في عملية القلش. ومن الخطأ البدء في عمليات التزاوج شهري نوفمبر وديسمبر كما قلنا سابقاً لأنها تعتبر مرحلة طبيعية لتغيير الريش والقلش، كما أنهما شهرين شديدين البرودة مما يؤثر على الصغار ويضعفهم، ولهذا يفضل استغلال هذا الوقت في راحة الطيور تجهيزاً لموسم التكاثر الطبيعي.
من المفيد التأكد من خلو الحمام من جميع الأمراض الخطيرة، التي تؤثر على الإنتاج مستقبلاً، إذ من الممكن ان يتكاثر الحمام وهو يحمل ميكروبات التي ينقلها إلى أبناءه الصغار، وأشهر هذه الأمراض Coccidiosis ومرض Trichmonoisais، ولا بأس بعمل فحص مخبري على يد طبيب بيطري متخصص للتأكد من خلوها من الأمراض.
وقبل موعد التزاوج بأسبوعين يتم تغيير الأغذية بتقديم حبوب خاصة بالتناسل والمحتوية على 17% بروتينات بالإضافة إلى المعادن، ومن أجل إثارة الرغبة في التزاوج ينصح باستخدام فيتامينات ED3A. ومن المفيد استخدام الكعكة الفخارية المفتتة، بهدف الحصول على زيادة في الخصوبة.
من الممكن أن يتكاثر الحمام في كل أوقات السنة، إلا إننا ننصح بوضع خطط لأوقات التناسل المناسبة، كما سبق ذكره، وبعد بلوغ الزوجين تماماً ويفضل للحمام الزاجل ان تتم عملية التزاوج بعد 3 سنوات فما فوق، وأنسب الأوقات للتزاوج ان يتم وضعهم في محكر خاص للتكاثر، وذلك اعتباراً من شهر يناير وحتى منتصف شهر يونيو – تقريباً 6 شهور – حتى انتهاء موسم التكاثر، ومن المهم خلال هذه الفترة ملاحظة التفقيس وتثبيت الحجل الرسمي للصغار لأهميته مهما كان نوعية الحمام – زاجل – عرض – زينة.
بعد انتهاء موسم التكاثر يفصل الزوجين، بحيث يتم وضع كل جنس في مسكن منفصل، لكي يستريح الحمام، رغم أنه بالإمكان أن يتم التفريخ بشكل متواصل ولكن لا ينصح بذلك ويكتفي بعشين من أجل إنتاج قوي متميز، وبهدف الراحة بعد موسم التكاثر المرهق للآباء.

### أشهر أنظمة التربية والتكاثر
التكاثر الداخلي أو السلالي: حيث يتم التزاوج ضمن العائلة الواحدة للحمام، أي الطيور القريبة الصلة مع بعضها، كتزاوج الأخ مع أخته أو الأب مع ابنته.. ولكن تطبيق هذا النظام يؤدي إلى جيل ضعيف تنتشر فيه الأمراض الوراثية التي لا يمكن تجنبها، عموماً ننصح بعدم الاستمرار على هذه الطريقة بشكل متواصل.
التكاثر الخارجي: حيث تتم عملية التزاوج بين الطيور الغريبة عن بعضها، بغرض ضخ دماء جديدة، ومن الممكن إنتاج طيور ممتازة، رغم أن الطريقة أيضا ليست الأسلوب الأمثل للتزاوج حيث ان اختلاط السلالات بشكل غير محدد وبدون سيطرة يؤدي إلى أجيال مختلطة وغير معروفة المواصفات، عليه يجب أن تتم العملية بطريقة مبرمجة مسبقاً.
التربية الخطية: تتم عملية التزاوج بطريقة إدخال عائلات معينة، دون الاقتراب من الطيور وثيقة القرابة، ومثال ذلك تزاوج الابن مع عمته، أو خالته، أو مع بنت أخيه، أو ابنة أخته.. ومع ذلك يجب الحرص أثناء تطبيق هذا النظام لان الصفات الحسنة أو السيئة قد تظهر بنفس المستوى.. ولهذا يستخدم هذا النظام المربين المحترفين من ذوي الخبرة الذين يجيدون إمكانية إنتاج خطوط دموية صحيحة بنجاح.
الإنتاج أو التلقيح الصناعي: وهي تتم بواسطة الإخصاب الصناعي حيث يتم سحب مني الذكر في أنابيب خاصة ومن ثم حقنه في الإناث في توقيت معين وذلك بطريقة بيطرية.
استنساخ الطيور: تجارب استنساخ الطيور ما زالت مستمرة في دول العالم المتقدمة رغم أن النتائج لم تنشر بعد
هذه الأنظمة ليست ملزمة للمبتدئين ولكن لا بأس بالسير على نظام معين بحسب الإمكانات المتوفرة والمتاحة، ولا تنسى انه من المهم استبعاد الطيور الرديئة أو التي تشكو من الأمراض أو المشاكل لأن هذه الطيور لا تنتج طيور ممتازة أو جيدة وإنما تنتج طيور على شاكلتها.
في مرحلة تغذية الصغار يجب الاهتمام بتقديم الغذاء الحيوي الذي يحتوي على الفيتامينات والمعادن ومن المفيد تقديم خلطة البذور مخففة بقليل من الماء مع إضافة بضعة ملاعق من الحليب المجفف – البودرة الخاص بالأطفال – ومن ثم خلط المزيج وتقديم الوجبة بمعدل مرتين أسبوعيا أثناء فترة التغذية مع ملاحظة ان تستهلك الكمية فوراً بدون زيادة.
من المهم متابعة حالة الصغير منذ الفقس، واستبعاد الصغار الضعيفة أو المتواضعة من القائمة، وكبار مربي الحمام دائماً يحرصون على أن يكون الصغير كامل النمو وصحيح التكوين، بإتباعهم أساليب التغذية الصحيحة، فالصغار الدائرية الشكل، الزائدة الوزن، وجود الزغب الأصفر بغزارة واضحة يدل على الصحة الجيدة للصغير.

## معرض صور

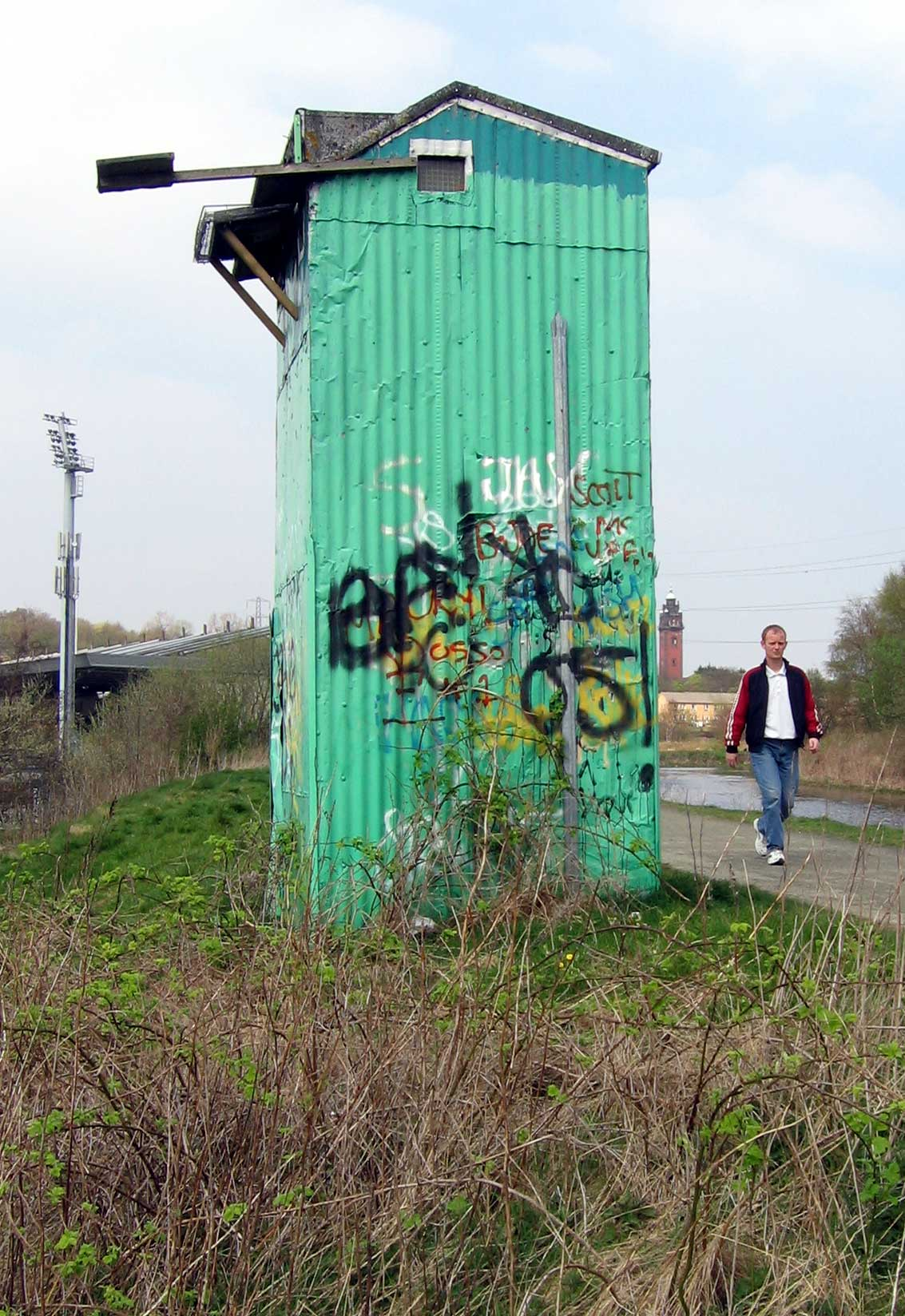
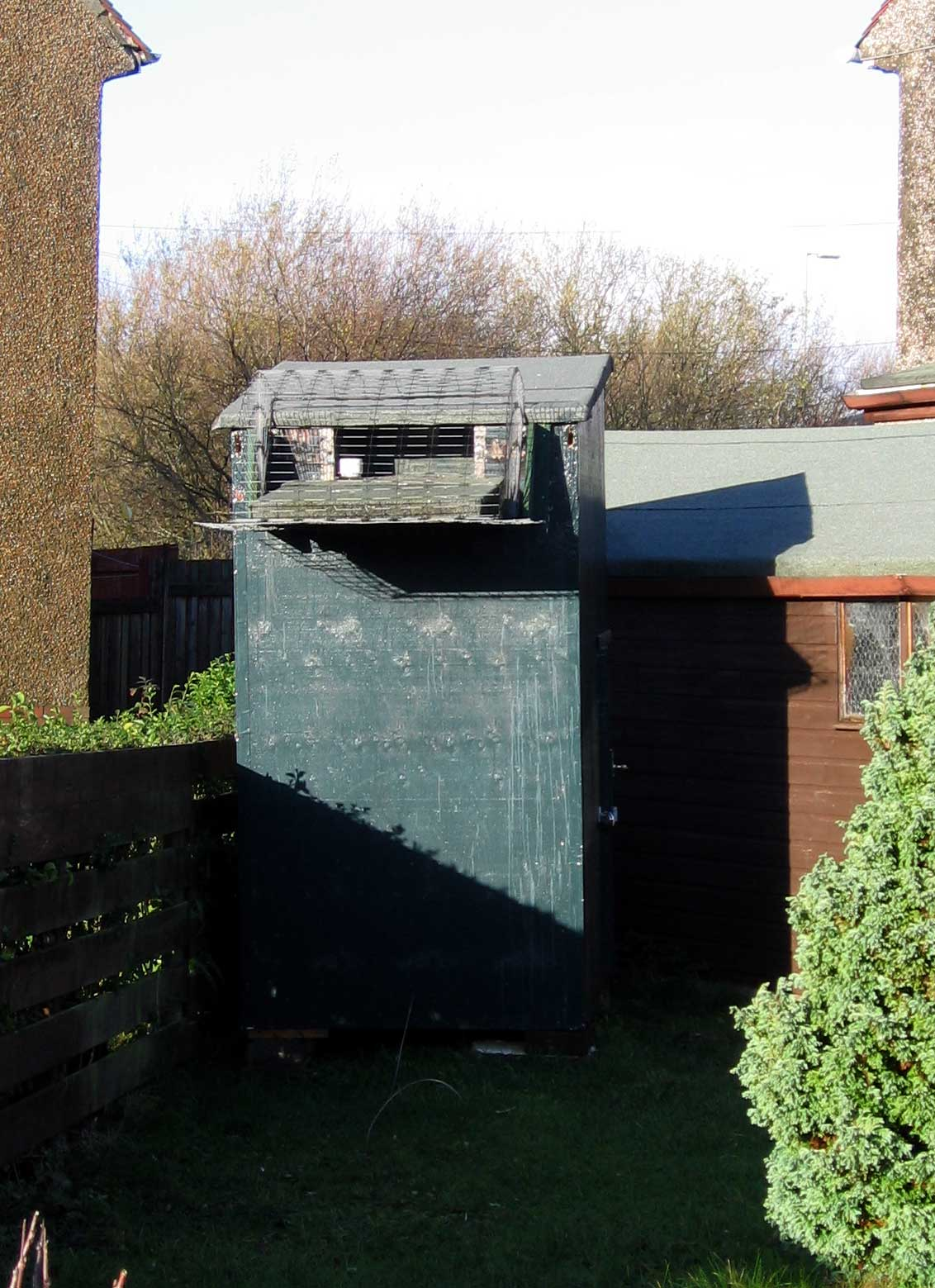
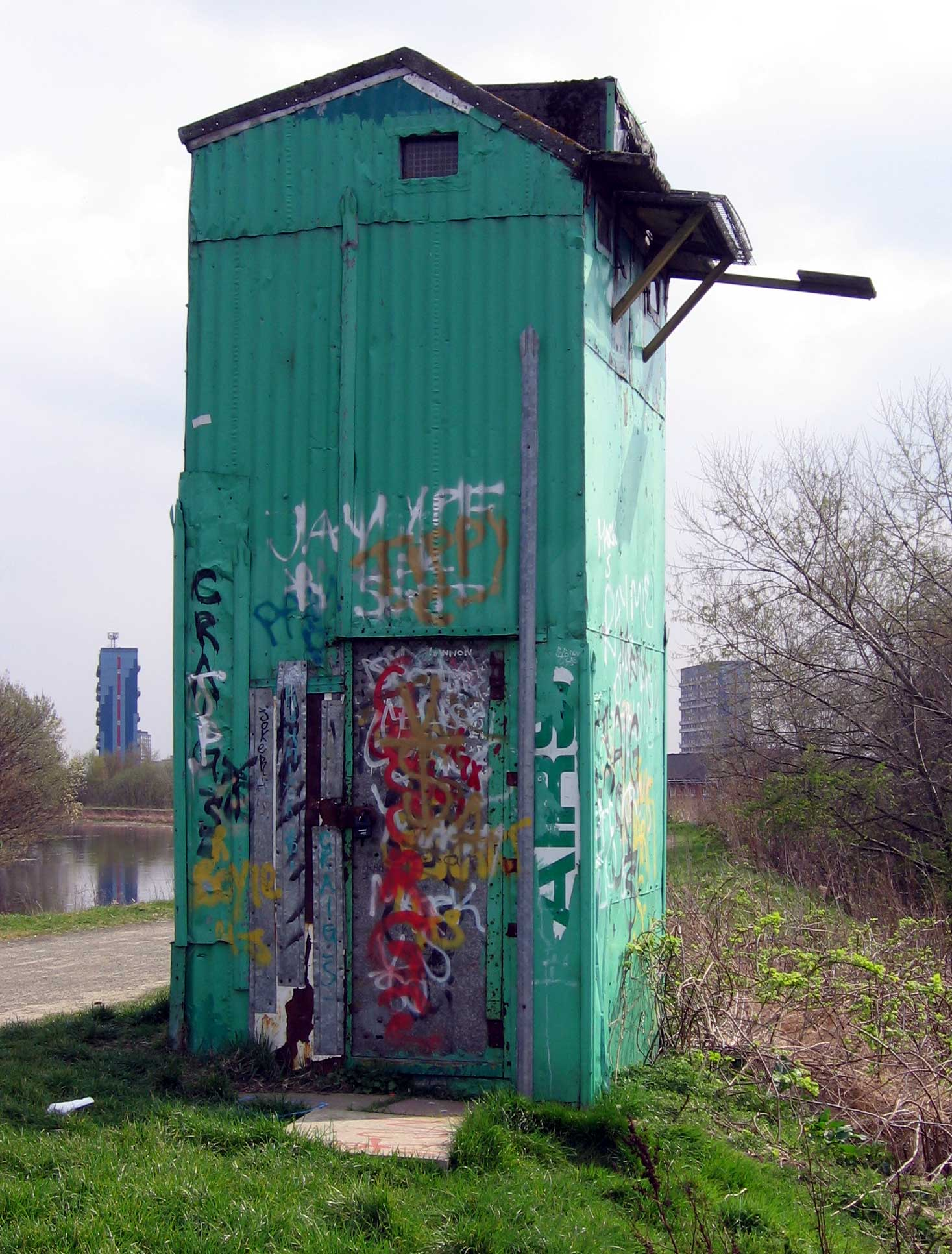